# Prosimulium fuscoflava
Prosimulium fuscoflava är en tvåvingeart som först beskrevs av M. Josephine Mackerras 1948.  Prosimulium fuscoflava ingår i släktet Prosimulium och familjen knott. Inga underarter finns listade i Catalogue of Life.